# Krzyżanowice (gmina)

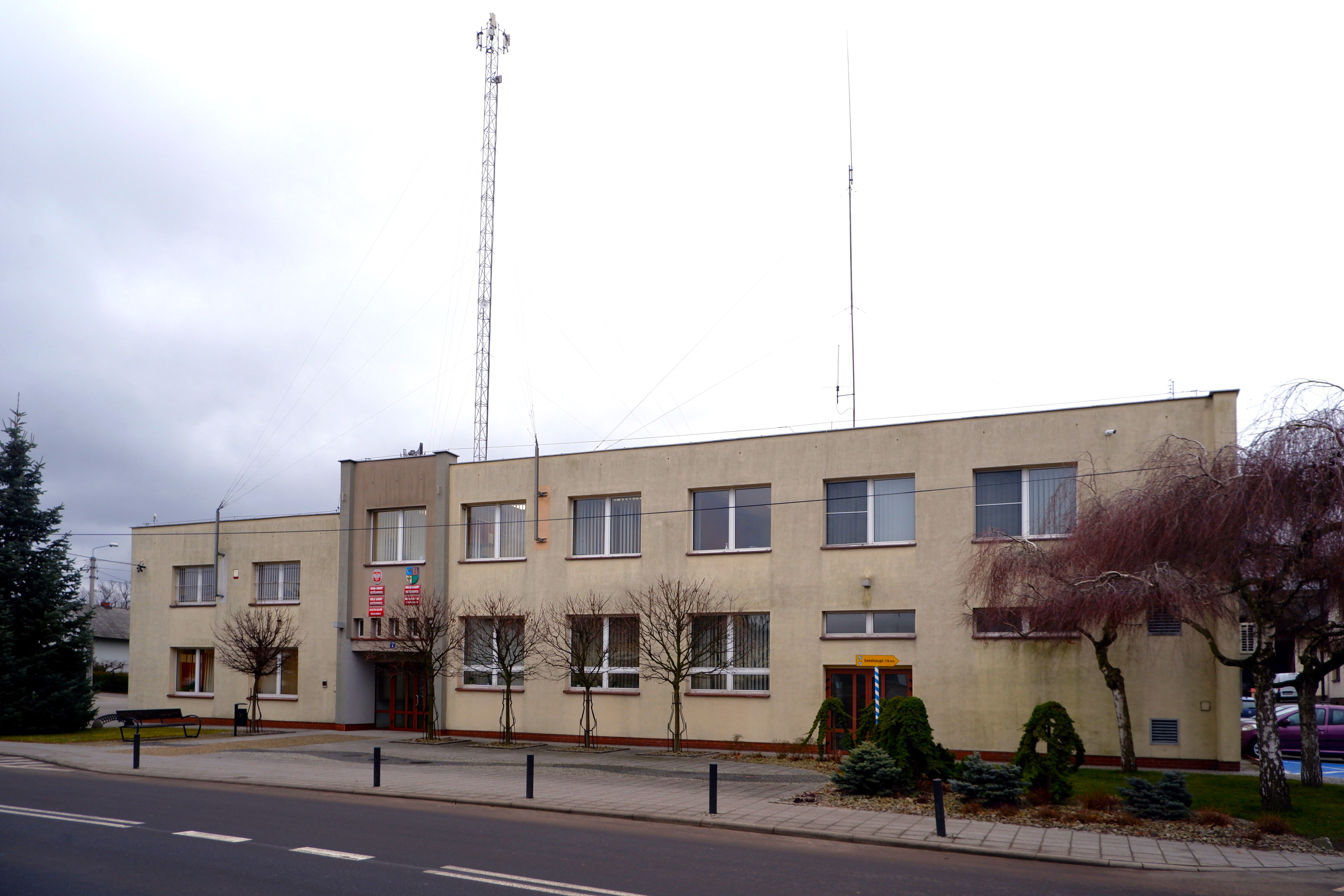
Urząd gminy Krzyżanowice

Krzyżanowice – gmina wiejska w Polsce położona w województwie śląskim, w powiecie raciborskim. W latach 1975–1998 gmina administracyjnie należała do województwa katowickiego.
Siedziba gminy to Krzyżanowice.
Według danych z 30 czerwca 2004 gminę zamieszkiwały 11 492 osoby.

## Struktura powierzchni
Według danych z roku 2002 gmina Krzyżanowice ma obszar 69,67 km², w tym:
- użytki rolne: 79%
- użytki leśne: 4%

Gmina stanowi 12,81% powierzchni powiatu.

## Demografia

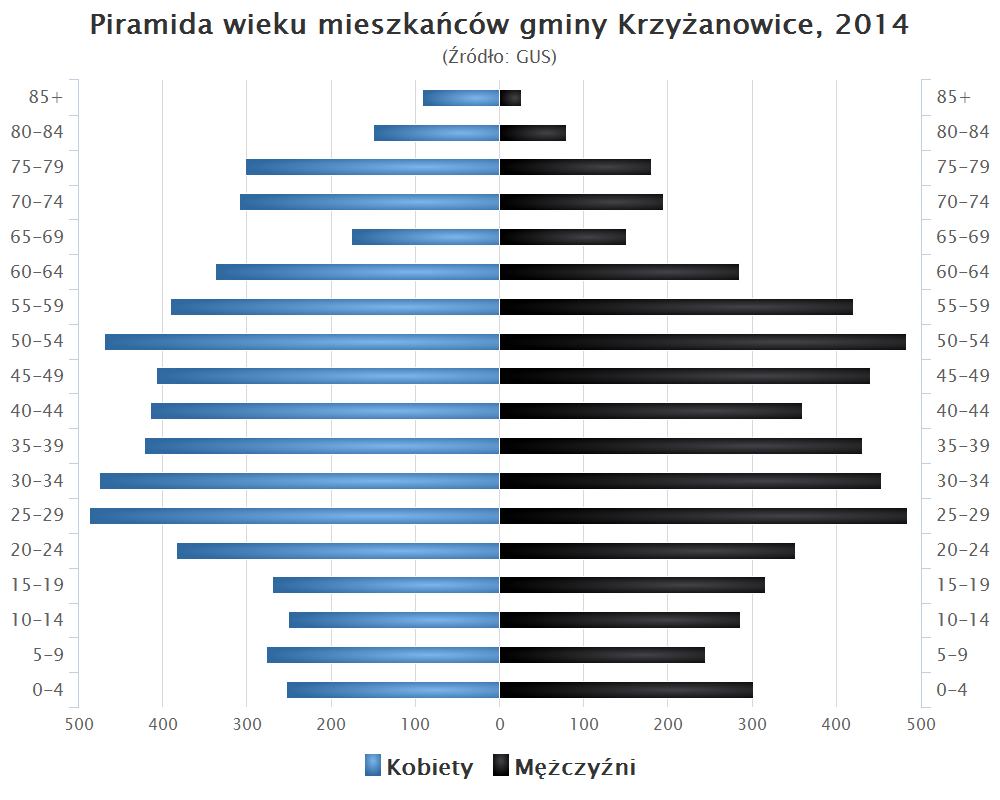
Piramida wieku mieszkańców gminy Krzyżanowice w 2014 roku

Dane z 30 czerwca 2004:
| Opis                              | Ogółem | Ogółem | Kobiety | Kobiety | Mężczyźni | Mężczyźni |
| --------------------------------- | ------ | ------ | ------- | ------- | --------- | --------- |
| jednostka                         | osób   | %      | osób    | %       | osób      | %         |
| populacja                         | 11 492 | 100    | 5986    | 52,1    | 5506      | 47,9      |
| gęstość zaludnienia (mieszk./km²) | 164,9  | 164,9  | 85,9    | 85,9    | 79        | 79        |

## Zagospodarowanie
W skład gminy wchodzi 10 sołectw: Bieńkowice, Bolesław, Chałupki, Krzyżanowice (siedziba urzędu gminy), Nowa Wioska, Owsiszcze, Roszków, Rudyszwałd, Tworków, Zabełków.
Gmina zajmuje powierzchnię 6900 hektarów, co plasuje ją wśród średnich gmin województwa śląskiego. Według danych Urzędu Statystycznego w Katowicach z 2000 użytki rolne zajmują największą pod względem procentowym część jej powierzchni, tj. 78%, z czego 86% przypada na grunty orne, 13% na łąki i pastwiska, a 1% na sady. Lasów jest bardzo mało i zajmują 4%, natomiast pozostałe grunty i nieużytki 18% ogólnej powierzchni gminy. Większość gruntów klasyfikowanych jako pozostałe i nieużytki przypada na tereny eksploatacji kruszywa. Na bazie powstałych wyrobisk pożwirowych planowana jest budowa zbiornika retencyjnego.
Występujące tutaj gleby, tzw. mady nadodrzańskie o wysokiej bonitacji, przesądzają o typowo rolniczym charakterze gminy. Rolnictwo rozwinęło się w zasadzie równomiernie na całym jej obszarze, chociaż dominuje w czterech sołectwach: Bieńkowicach, Zabełkowie, Bolesławiu i Krzyżanowicach. Na terenie gminy funkcjonuje 1048 indywidualnych gospodarstw rolnych i 15 jednostek prawnych posiadających grunty rolne.
Średnia statystyczna wielkość gospodarstwa rolnego kształtuje się na poziomie 3,5 ha, ale występuje tutaj także kilkadziesiąt wysokoprodukcyjnych gospodarstw rolnych, które gospodarują na powierzchni niejednokrotnie przekraczającej 50 ha użytków rolnych. Strukturę zasiewów ukierunkowuje zarówno rynek zbytu, jak i pszeniczno-buraczany charakter gleb. Główne uprawy to: pszenica, kukurydza, buraki cukrowe, ziemniaki i rzepak. Na terenie gminy działa kilka specjalistycznych ferm drobiowych. Prowadzona jest także hodowla trzody chlewnej i bydła mlecznego.
Plan ogólny zagospodarowania przestrzennego gminy Krzyżanowice nakreśla i przewiduje adaptację, modernizację i rozbudowę istniejącej zabudowy, rozwój budownictwa jednorodzinnego wolno stojącego i infrastruktury technicznej, a także intensyfikację inwestycji w zakresie handlu i usług w miejscowościach położonych przy granicy polsko-czeskiej.

## Geografia
Gmina Krzyżanowice położona jest w zachodniej części województwa śląskiego, w górnym biegu rzeki Odry. Leży u wrót obniżenia między Sudetami a Karpatami, zwanego Bramą Morawską, na południu Kotliny Raciborskiej.
Jej obszar zamknięty jest od południowego zachodu granicą państwową z Czechami, od zachodu sąsiaduje z gminą Krzanowice, od północy z miastem Racibórz, a od wschodu jej granice stanowi rzeka Odra, oddzielająca Krzyżanowice od gmin: Lubomia i Gorzyce.
Przez obszar gminy przechodzą dwie linie kolejowe relacji Racibórz – Bogumin i Wodzisław Śląski – Bogumin oraz drogi krajowe nr 45 i 78, a także droga wojewódzka nr DW936. Dzięki temu istnieją dogodne połączenia z wszystkimi większymi miastami w regionie: Raciborzem, Wodzisławiem Śląskim, Rybnikiem, a po stronie czeskiej: Boguminem i Ostrawą.

## Turystyka
Urozmaicona rzeźba terenu, pomniki przyrody, wielowiekowa historia obecna w licznych zabytkach i istniejące baza hotelarsko-gastronomiczna powodują, że gmina ma wiele walorów turystycznych. Szczególnie warte zwiedzenia są: kościół pw. św. Piotra i Pawła w Tworkowie, w którym m.in. znajduje się krypta z trumnami z 1650 roku, kościół pw. Wszystkich Świętych w Bieńkowicach, kościół pw. św. Anny w Krzyżanowicach, pochodzący z XIX wieku zespół pałacowo-parkowy w Krzyżanowicach, w którym niegdyś gościli sławni kompozytorzy – Ferenc Liszt i Ludwig van Beethoven, otoczony parkiem zamek w Chałupkach z zarysem fosy i śladami fortyfikacji bastionowych oraz spichrze w Bolesławiu.
Gmina Krzyżanowice współpracuje aktywnie z 4 gminami partnerskimi: Píšť, Hať i Šilheřovice (Czechy), Rátka (Węgry) i do 2002 współpracowała z Seeshaupt (Niemcy).

## Sąsiednie gminy
Gorzyce, Krzanowice, Lubomia, Racibórz. Gmina sąsiaduje z Czechami.